# جيرزي كوزينسكي
جيرزي كوزينسكي (بالبولندية: Jerzy Kosiński) (و. 1933 – 1991 م) هو كاتب سيناريو، وروائي، وكاتب، ومؤلف من بولندا، والولايات المتحدة، ولد في وودج، توفي في مانهاتن، عن عمر يناهز 58 عاماً، بسبب جرعة زائدة.
كان رئيسًا لنادي القلم الدولي الفرع الأمريكي لمرتين، وكان يكتب بشكل رئيسي باللغة الإنكليزية. وُلد في بولندا، ونجا من الحرب العالمية الثانية، وهاجر شابًا إلى الولايات المتحدة، حيث أصبح مواطنًا.
اشتُهر برواياته المتنوعة، من بينها رواية «أن تكون هناك(1970)» ورواية «الطائر الملون (1965)»، اللتان اقتُبس عنهما فيلمين في عام 1979 وعام 2019 على التوالي.

## سيرة حياته
وُلد كوزينسكي باسم جوزيف ليوينكوف [بحاجة مصدر] لوالدين يهوديين في وودج، بولندا. عندما كان طفلًا خلال الحرب العالمية الثانية، عاش في بولندا الوسطى بهوية مزورة باسم جيرزي كوزينسكي، كان قد أعطاه إياها والده. أصدر له أوغينيوس أوكون -وهو قس كاثوليكي روماني- شهادة معمودية مزورة، ونجت عائلة ليوينكوف من المحرقة بفضل سكان القرية المحليين الذين عرضوا المساعدة على اليهود البولنديين تحت مخاطر كبيرة في كثير من الأحيان. (كانت عقوبة مساعدة اليهود في بولندا المحتلة من قبل ألمانيا النازية هي الموت لجميع أفراد العائلة، وأحيانًا لجميع سكان القرية). لم يساعد والد كوزينسكي قادة المدينة ورجال الدين فقط، بل ساعده أيضًا أفراد مثل ماريانا باسيفا، وهي عضو في شبكة سرية ساعدت اليهود على تجنب التعرض للأسر. عاشت العائلة علانية في دومبروفا جتشيتسكا، بالقرب من ستالوفا فولا، وكانوا يذهبون إلى الكنيسة في فولا جيتشيتسكا، بدعم من سكان القرية في كيمبا جيتشتسكا. آوتهم عائلة كاثوليكية لبعض الوقت في جيتشيتسكا اوكراغوا. عمل خادمًا للمذبح في الكنيسة المحلية.
بعد انتهاء الحرب انتقل كوزينسكي مع عائلته إلى ييلينيا غورا. عندما بلغ عامه الثاني والعشرين، كان قد حصل على شهادتي دراسات عليا في التاريخ وعلم الاجتماع من جامعة وودج. أصبح بعد ذلك مُدرسًا مساعدًا في الأكاديمية البولندية للعلوم. درس كوزينسكي أيضًا في الاتحاد السوفييتي، وعمل راميًا في الجيش البولندي.
أنشأ مؤسسة مزيفة من المفترض أنها كانت ترعاه، وذلك كي يهاجر إلى الولايات المتحدة. ادعى لاحقًا أنه زوّر رسائل من السلطات الشيوعية البارزة تضمن له العودة المخلصة إلى بولندا، وذلك مثلما كانت مطلوبة حينها لأي شخص يريد مغادرة البلاد.
عمل كوزينسكي في البداية في وظائف غريبة كي يتدبر أموره، بما في ذلك قيادة شاحنة، وتمكن من التخرج من جامعة كولومبيا. أصبح مواطنًا أمريكيًا في عام 1965. تلقى أيضًا منحًا من زمالة غوغنهايم في عام 1967، ومن مؤسسة فورد في عام 1968. في عام 1970، فاز بجائزة الأكاديمية الأمريكية للفنون والآداب في الأدب. سمحت له المنح بتأليف كتاب سياسي غير روائي فتح أبوابًا جديدة له من الفرص. أصبح محاضرًا في جامعات ييل، وبرينستون، وديفينبورت، وويسليان.
في عام 1962، تزوج كوزينسكي من الوريثة الفولاذية الأمريكية ماري هيوارد وير. تطلقا بعد أربع سنوات. توفيت وير في عام 1968 بسبب سرطان في الدماغ تاركةً كوزينسكي دون إرادتها. كان يتحدث عن زواجه في روايته موعد مع مجهول، ويتحدث عن وير تحت الاسم المستعار ماري جين كيركلاند. تزوج كوزينسكي لاحقًا من كاثرينا «كيكي» فون فراونهوفر (1933-2007)، وهي مستشارة تسويق وجزء من طبقة النبلاء البافاريين.

### وفاته
عاني كوزينسكي حتى نهاية حياته من عدة أمراض وتعرض للهجوم من عدة صحفيين اتهموه بالسرقة الفكرية. عانى في نهايات خمسينياته من اضطراب نظم قلبي، إضافة إلى الإجهاد البدني والعصبي الشديد.[بحاجة مصدر] 
توفي منتحرًا في 3 مايو، 1991، بعد تناوله كمية قاتلة من الكحول والأدوية ولف كيسًا من البلاستيك حول رأسه، ما سبب اختناقه حتى الموت. قال في الملاحظة التي تركها عند انتحاره: «سأخلد إلى النوم الآن مدة أطول قليلًا من المعتاد، لتكن الأبدية».

## التعليم
تعلم في جامعة كولومبيا.

## جوائز
حصل على جوائز منها:
- الجائزة الوطنية للكتاب عن فئة الخيال  [لغات أخرى]‏ (1969)
- جائزة الكتاب الوطني  [لغات أخرى]‏
- جائزة نقابة الكتاب الأمريكية
- زمالة غوغنهايم.

## وصلات خارجية
- جيرزي كوزينسكي على موقع IMDb (الإنجليزية)
- جيرزي كوزينسكي على موقع الموسوعة البريطانية (الإنجليزية)
- جيرزي كوزينسكي على موقع مونزينجر (الألمانية)
- جيرزي كوزينسكي على موقع إن إن دي بي (الإنجليزية)
- جيرزي كوزينسكي على موقع قاعدة بيانات الفيلم (الإنجليزية)

- جيرزي كوزينسكي في قاعدة بيانات الأفلام على الإنترنت